# アルフォンシーナと海
「アルフォンシーナと海」（あるふぉんしーなとうみ、Alfonsina y el Mar ）は、フォルクローレの代表作の一つ。

## 概要
1969年発表のフェリックス・ルナ（Félix Luna）作詞、アリエル・ラミレス（Ariel Ramírez）作曲のサンバである。アルゼンチンの詩人、アルフォンシーナ・ストルニ（Alfonsina Storni）の事を歌っている。
創唱者であるアルゼンチンのメルセデス・ソーサの歌唱が有名である。
YouTubeでも、日本のライブハウス録音も含め、いくつかアップロードされている。

## カヴァー
- メルセデス・ソーサ　Merdes Sosa
- タニア・リベルタ　Tania Libertad
- ナナ・ムスクーリ　Nana Mouskouri
- プラシド・ドミンゴ　Plácido Domingo
- ポール・モーリア　Paul Mauriat
- 月田秀子
- 波多野睦美